# Manuel Galbán
Manuel Galbán (ur. 14 stycznia 1931 w Gibarze, zm. 7 lipca 2011 w Hawanie) – kubański gitarzysta i pianista, znany przede wszystkim ze współpracy z Los Zafiros, Ry Cooderem i Buena Vista Social Club.